# 65th Air Base Group
Le 65th Air Base Group est un groupe de la United States Air Force situé sur la base aérienne de Lajes, au Portugal.
Le groupe fournit un soutien au département de la Défense, aux pays alliés et à d'autres aéronefs autorisés en transit, y compris ceux des Pays-Bas, de Belgique, du Canada, de France, d'Italie, de Colombie, d'Allemagne, du Venezuela et de Grande-Bretagne.

## Composantes
- 65th Civil Engineer Squadron
- 65th Communications Squadron
- 65th Logistics Readiness Squadron
- 65th Operations Support Squadron
- 65th Security Forces Squadron
- 65th Comptroller Flight
- 65th Force Support Flight

## Historique
Le 65th est mis en service pour la première fois sur la Mitchel Air Force Base, à New York, sous le nom de 65th Troop Carrier Wing en 1952. Elle assure "une formation de réserve pour la maîtrise des avions de transport de troupes de 1952 à 1953. Cependant, l'unité n'a jamais été entièrement équipée".
La 1605th Military Airlift Support Wing remplace la 1605th Air Base Wing en tant qu'unité du Military Airlift Command (en) gérant les installations de la base aérienne de Lajes en janvier 1982. Dix ans plus tard, les deux unités sont regroupées sous le nom de 65th Support Wing.
Elle "fournit un soutien en route pour les aéronefs transitant par la base aérienne de Lajes de 1982 à nos jours". Son commandant est également commandant des forces américaines des Açores (en). L'unité fournit également "un soutien de base aux éléments de l'armée américaine et de la marine américaine dans la région". La 65th "soutient le déploiement de personnel et d'équipement via Lajes pendant les opérations dans le golfe Persique d'août 1990 à avril 1991" et en appui de l’opération Enduring Freedom et de l’opération Iraqi Freedom depuis 2001 et 2003 respectivement.
Le 14 août 2015, l'unité prend la désignation de groupe et est réaffectée à la 86th Airlift Wing.
Le 21 août 2015, un membre du 65th Medical Operations Squadronde, Spencer Stone, est l'un des 6 passagers, dont trois Américains qui déjouent l'attaque d'un train à grande vitesse voyageant de Bruxelles à Paris par un homme armé en l'attaquant et le soumettant, puis en aidant à fournir une aide médicale à un passager blessé.

## Lignée
65th Strategic Reconnaissance Wing
- Créée sous le nom de 65th Troop Carrier Wing, le 26 mai 1952

Activée dans la réserve le 14 juin 1952
Désactivée le 1er avril 1953
- Renommée 65th Strategic Reconnaissance Wing, le 1er avril 1953
- Renforcée avec la 1605th Military Airlift Support Wing en tant que 1605th Military Airlift Support Wing le 1er janvier 1992

65th Air Base Group
- Mise en service sous le nom de 1605th Military Airlift Support Wing et activée le 1er January 1982
- Renforcée avec la 65th Strategic Reconnaissance Wing le 1er janvier 1992

Renommée 65th Support Wing le 27 janvier 1992
Renommée 65th Air Base Wing le 1er cctobre 1993
Renommée 65th Air Base Group le 11 août 2015

### Gestion
- First Air Force (en), 14 juin 1952 - 1er avril 1953
- Twenty-First Air Force (en), 1er janvier 1982
- Eighth Air Force, 1er octobre 1993
- Third Air Force (en), 1er octobre 2002
- United States Air Forces Europe, 1er novembre 2005
- Air Command Europe (en), 18 novembre 2005
- Third Air Force (Air Forces Europe), 1er décembre 2006
- 86th Airlift Wing, 11 août 2015[1]

### Composantes
Groups
- 65th Troop Carrier Group (en), 14 juin 1952 - 1er avril 1953[3]
- 65th Air Base Group (plus tard 1605th Air Base Group, 65th Support Group, 65th Mission Support Group), 14 juin 1952 - 1er avril 1953, 1er janvier 1982 - 14 août 2015
- 65th Logistics Group, 27 janvier 1992 - 1997
- 65th Medical Group (plus tard USAF Hospital, Lajes, 65th Medical Group), 14 juin 1952 - 1er avril 1953, depuis le 1er janvier 1982

Squadrons
- 65th Civil Engineer Squadron, depuis le 14 août 2015
- 65th Comptroller Squadron (plus tard 65th Comptroller Flight), depuis le 1er février 1996
- 65th Logistics Readiness Squadron, depuis le 14 août 2015
- 65th Security Forces Squadron, depuis le 14 août 2015
- 1605 Military Airlift Support Squadron (plus tard 65 Military Airlift Support Squadron): 1er janvier 1982 - 1er octobre 1993
- 1936th Communications Squadron (plus tard 1605th Communications Squadron, 65th Communications Squadron), 1er septembre 1990 - 1er septembre 1997, depuis le 14 août 2015
- 496th Air Base Squadron, depuis le 1er avril 2019[4]

Flights
- 65th Comptroller Flight
- 65th Force Support Flight, depuis le 14 août 2015

### Bases
- Mitchel Air Force Base, New York, 14 juin 1952 - 1er avril 1953
- Lajes Field, Açores, depuis le 1er janvier 1982

### Appareils
- Curtiss C-46 Commando (1952–1953)[3]